# Claude Fauriel
 (septembre 2023).
Pour les articles homonymes, voir Claude Fauriel (homonymie).
Charles-Claude Fauriel, né rue Violette  à Saint-Étienne le 21 octobre 1772 et mort le 15 juillet 1844 à Paris, est un historien, philologue, linguiste, critique et érudit français, professeur de littérature étrangère à la Sorbonne de 1830 à sa mort.

## Jeunesse et instruction
Son père, Joseph, menuisier d'origine ardéchoise, le met en nourrice chez ses parents à la mort d'Anne Faure, sa mère, 23 jours après sa naissance.
Après des études primaires à Saint-Étienne, il fréquente le collège des Oratoriens de Tournon, puis le séminaire de la Croix Paquet à Lyon.
Les archives communales de Saint-Étienne pour 1791 et 1792 ont disparu. On ne peut donc pas retracer précisément - avec des sources fiables - son activité politique à partir de son retour à Saint-Étienne, ses études terminées.
Les lettres de 1793 à son camarade Arnaud, attestent de son passage auprès du général Servan comme secrétaire à l'Armée des Pyrénées et du rôle de mentor qu'a pu jouer à cette occasion Étienne Marie Siauve, devenu commissaire des guerres en 1792, de quatorze ans son aîné, ami du général et fondateur en 1789 de la Société des Amis de la Constitution.

## Retour à Saint-Étienne (1793-1799)
En 1793, il revient à Saint-Étienne, bientôt rebaptisée commune d'Armes. Il annonce à son ami Arnaud le 13 mars 1793, son changement de prénom, il sera Démophile et non plus Diagoras : "L'almanach des républicains m'avait donné ce Grec pour patron; mais je le renonce depuis que je sais que ce fut un athée aussi décidé que Jacob Dupont." 
Il refuse alors de s'associer à la municipalité fédéraliste de Louis-Joseph Praire-Royet (Modérés). Il occupe des fonctions administratives de secrétaire général de la mairie de Saint-Étienne conduite par le jacobin Jean-Baptiste Johannot, devenant très brièvement maire en décembre 1793 à sa destitution.
Au printemps et à l'été 1794, en tant qu'agent national il joue un rôle modérateur, et tente de s'opposer aux excès verbaux du magistrat montbrisonnais Claude Javogues, conventionnel représentant en mission dans la Loire.
À l'occasion de la fête de l'Être suprême de l'An II, en 1794, il prononce un discours depuis la chaire de l'église Notre-Dame déchristianisée, rebaptisée Temple de la Raison, dont il règle le cérémonial en tant qu'agent national. Mais les "propos qu'il tient ici et les procès-verbaux de la commune suggèrent qu'il fut tout autre chose que le suppôt stéphanois de la politique robespierriste" et "L'orateur du 20 prairial n'est pas différent de l'homme que nous livrent les archives et la correspondance : patriote... ou encore républicain, c'est-à-dire jacobin, mais nullement montagnard, a fortiori enragé"
Après la chute de Robespierre, il se consacre, au sein de la Société populaire, dont il est vice-président, à des projets de mise en place de l'instruction publique dans la commune.
Le 28 août de cette même année il donne sa démission.

### Un stage déterminant de quatre mois à Paris
Pendant l'hiver 1795, il fait partie des 1 500 jeunes hommes, citoyens déjà instruits, actifs pendant la période précédente, sélectionnés par la Convention pour enseigner ensuite dans les Écoles centrales départementales et assurer la diffusion d'un savoir homogène sur tout le territoire. Les maîtres de l'école normale de l'an III  sont des savants prestigieux : Monge, Laplace, Claude-Louis Berthollet, Volney, Jean-François de La Harpe, Cabanis. Cours, débats, groupes de travail restreints, textes sténographiés, ce stage intense restera unique. Déterminant selon son biographe Galley : "Il cessa d'être de Saint-Étienne quand il fut appelé à Paris". Un coup de chance pour le jeune Fauriel dont le père voulait faire un menuisier.
Découragé par la violence issue de la réaction thermidorienne, poursuivi en tant que patriote jacobin, il fuit Saint-Étienne en mai 1795 et s'engage dans l'armée des Alpes. Il revient néanmoins très vite, nommé secrétaire de l'administration municipale en mars 1796, puis est professeur à l'école centrale de Roanne en mai de la même année.
Il entretiendra des relations difficiles avec ses compatriotes et sa ville natale où il ne reviendra pas. Dans sa thèse de 2005, Elena Mochonkina évoque ses réticences à parler de la misère matérielle de sa jeunesse, sa "honte sociale", son "mutisme calculé"

## Secrétaire de Fouché
Il se rend à Paris en 1799 où il occupe grâce à l'appui d'Etienne-Marie Siauve un emploi au ministère de la Police du Consulat sous le ministère de Joseph Fouché, un ex-oratorien . Il devient un de ses secrétaires particuliers. Ce poste  aux missions ambigues de surveillance-espionnage  ne convenait ni à ses goûts ni à ses sentiments et il n'attend pas l'Empire pour démissionner, en 1802, « par fierté républicaine ». Sainte-Beuve lui attribue cette formule : « Je suis volontiers pour la république, à condition qu'il n'y ait pas de républicains. »[réf. nécessaire]

## La critique littéraire
Dès 1800 il se fait connaître comme critique dans La Décade philosophique : il publie trois articles sur De la littérature de Germaine de Staël qui marquent  son entrée dans un débat culturel européen venu d'Allemagne, sur l'évolution nécessaire du goût, en opposition à l'hégémonie du goût français pour la tragédie classique.
Dès lors Fauriel fera partie du groupe « nomade » de Coppet, réseau de correspondants autour de Germaine de Staël, vouée à l'exil par Napoléon. Il fréquentera son salon, Ils entretiendront une liaison épistolaire : trente lettres ou billets adressés à Fauriel seront publiés dans le tome IV de la Correspondance générale staëlienne, intitulé Lettres d'une républicaine sous le Consulat.
À partir de 1802, il peut se consacrer à l'étude des lettres et des langues, d'autant plus libre, sur le plan économique, que Sophie de Grouchy, marquise de Condorcet, veuve du philosophe,intellectuelle anglophile, l'accueille chez elle. Dans son salon cosmopolite à Paris et à Meulan (Yvelines) il rencontre et se lie avec Benjamin Constant, Pierre-Jean-Georges Cabanis - qui lui adressera en 1804 sa Lettre sur les Causes premières, posthume et inédite - et ses amis médecins, Pinel, Pariset, les savants de la Société d'Auteuil, Ginguené, le général Servan, à partir de 1805 avec Alessandro Manzoni, jeune écrivain italien dont il deviendra l' ami - il sera en 1808 le parrain de sa fille aînée  Giulia- Claudine - et le mentor, ou encore François Guizot.

### Les langues, les traductions
Il maîtrise depuis le collège l'italien, l'anglais, le latin et le grec. Grand travailleur, il apprend l'allemand, nécessaire pour l'accès aux recherches philologiques et linguistiques, avec le philologue Hase, il s'intéresse aux dialectes grecs, aux évolutions du latin vers le provençal ancien, le castillan, le portugais, le sicilien, le roumain, aux origines du basque, du breton. L'apprentissage du sanscrit avec Hamilton, et de l'arabe,avec Sylvestre de Sacy sont des raretés à cette époque.
Certains projets de publications resteront inaboutis, c'est le cas de l'Histoire du stoïcisme dont la Lettre de Cabanis devait constituer la Préface et en 1804 de Les Derniers jours du Consulat, inachevé mais impubliable. Pamphlet qui est le constat amer et chronologique de l'affaiblissement des partis, du champ de ruines qu'est désormais la République et qui inclut un portrait de Fouché.
Fauriel clôt alors le chapitre de son engagement politique, c'est pour lui la fin de la révolution. Egaré dans les papiers de Sophie de Condorcet après avoir été caché pendant les Cent Jours, le manuscrit sera retrouvé en 1886.
En 1822 il est l'un des fondateurs de la Société asiatique. C'est un pionnier autodidacte des recherches linguistiques comparatistes, en l'absence de dictionnaires et de grammaires spécifiques. Ces recherches, sous forme de notes, de listes, ne sont pas publiables, aussi fait-il le choix de la traduction :
- La Parthénéide (Paris, 1811), une épopée idyllique du poète danois Jens Immanuel Baggesen,
- Les Fugitifs de Parga (1823), traduction en édition bilingue pour Giovanni Berchet d'un poème de 550 vers qui ne peut être publié à Milan, sous domination autrichienne. Fauriel, sollicité par son ami Manzoni, donne ainsi un coup de pouce au carbonaro proscrit Berchet, exilé en France, et un coup de projecteur sur la cause des Grecs en lutte contre le joug turc et la diplomatie.
- Adelchi et Il Conte di Carmagnola, d'Alessandro Manzoni, deux tragédies historiques, modernes qui se passent au Moyen Age et non dans l'Antiquité.
- Lettre à M. Chauvet, réponse de Manzoni au critique français tenant des règles classiques au théâtre. Geste d'amitié, mais aussi souci de la nécessaire circulation des idées, de leur évolution. Amorce aussi des futures batailles de 1830, celle de Hernani ou celle qui se prononce en faveur de Shakespeare. Il signe là un Manifeste pour le Romantisme, vingt ans après sa première critique

Ces traductions de tragédies modernes créent une caisse de résonance, - coup médiatique aujourd'hui - dans un climat d'effervescence culturelle, amplifiée par la traduction de Shakespeare par Guizot, la Préface de Cromwell de Hugo, et le Racine et Shakespeare de Stendhal.
Avec ces gestes patriotiques liés au contexte politique grec et au débat culturel pré-romantique, Fauriel renoue avec son idéal de jeunesse, de partisan de la liberté des peuples et de la révolution.

### L'édition critique innovante
En 1824, les Chants populaires de la Grèce moderne en seront l'exemple le plus éclatant, sa première œuvre personnelle également, avec pour base des textes  demandés à ses amis de la diaspora grecque, Mustoxidi, Korais, Triantaphyllos, Mavromatis etc. en délassement de ses recherches. Passant l'été 1824 en Italie chez Alessandro Manzoni, il va collecter directement à Venise et Trieste, avec Mustoxidi   des chansons auprès d'émigrés grecs. Il les publiera dans un supplément du Tome 2 en 1825.
Il s'agit d'un travail de pionnier car l'anthropologie folklorique de poésie populaire sur le modèle allemand n'existe pas en France à l'instar de la collecte ethno-musicologique inconnue alors.
M. Ibrovac le souligne en 1966 : « en France à cette époque, il n’y avait pas de modèle pour un tel travail. Le seul ouvrage qui offre quelque analogie avec le sien est l’édition des ballades écossaises de Walter Scott qu’il avait lue au moment même où il s’occupait des chants grecs ».
Il est le premier collecteur ; dans cette édition scientifique bilingue innovante, il publie, après une longue Préface de 100 pages, et un Dossier préliminaire, uniquement des textes de chansons populaires grecques en langue démotique, classées par thème : domestiques, historiques, romanesques. L'ouvrage bilingue offre des échantillons de dialectes, des variantes, des notes et un glossaire.

### Un déclencheur pour lePhilhellénisme
Les Chants contribuent non seulement à exciter, en Europe, alors que meurt Byron en 1824, une vive sympathie pour la cause des Grecs, mais aussi à idéaliser le klephte, archétype du combattant valeureux, au même titre que les Scènes des massacres de Scio de Delacroix en 1826 et des Orientales de Victor Hugo en 1828.
"C’est au moment le plus opportun du combat que l’admirable Fauriel apporte à l’Europe étonnée et ravie la révélation de la chanson populaire grecque qui est en réalité une éclatante démonstration à la fois civique et poétique de l’hellénisme. C’est pour cela qu’il peut être considéré comme l’un des plus fervents philhellènes français avec Victor Hugo".
Un klephte a pour tous biens l'air du ciel, l'eau des puits,
Un bon fusil bronzé par la fumée, et puis
La liberté sur la montagne
Victor Hugo, “Lazzara” dans Les Orientales
"On pourrait croire Lazzara inspiré des Chants populaires de la Grèce moderne, consacrés aux chants klephtiques et aux femmes intrépides de Souli, village martyr d’Epire connu pour ses guerres avec Ali Pacha de Iannina. On doit la collecte de ces chants, rassemblés en deux volumes, à Charles-Claude Fauriel, philologue, historien, savant, et philhellène".
Inspiré par le contexte et le succès des Chants de Fauriel, Prosper Mérimée se risquera à le pasticher en publiant anonymement en 1827 La Guzla, ou Choix de poésies illyriques recueillies dans la Dalmatie, la Bosnie, la Croatie et l'Herzégovine, un recueil de 34 ballades. 
L'ouvrage de Fauriel, en prose, a été aussi un facteur déterminant en Grèce pour la mise en valeur de la poésie populaire contemporaine en suscitant, avec un certain sursis – l’adoption à l'écrit de la langue parlée ne sera pas à l’ordre du jour avant la fin du siècle – une étude approfondie de la langue grecque moderne et ses dialectes. À cet égard, Claude Fauriel a été un précurseur important du mouvement démoticiste initié par Jean Psichari.

### La reconnaissance publique
Quelques années plus tard, en 1830, à la faveur d'une révolution, les Trois Glorieuses, Fauriel accepte de Guizot, son ami devenu ministre de Louis Philippe, la première chaire de littérature étrangère à la Sorbonne, créée pour lui. Il y donne des cours qui font date par leur nouveauté sur des sujets variés comme la poésie provençale ou Dante et la littérature italienne.
Il est nommé en 1831 professeur de littérature étrangère à la Faculté de Paris. Entre 1838 et 1840, il participe à au moins 8 soutenances de thèses de doctorat ès lettres en qualité de membre du jury. 
Il a été l'un des premiers à étudier la littérature romane, et l'originalité de ses vues en la matière a popularisé rapidement ce nouveau champ d'étude.
En 1834, il devient membre correspondant de l'Accademia della Crusca, équivalent italien de l'Académie Française.

### L'Histoire littéraire
Claude Fauriel est chargé par Guizot de publier et traduire l’Histoire en vers de la Croisade contre les hérétiques Albigeois (1834) dans la collection des Documents inédits sur l'histoire de France.
Homme de lettres, il donne en 1833 l'Origine des épopées chevaleresques, en 1836 une Histoire de la Gaule méridionale sous les conquérants germains Paris, (1836, 4 volumes), qui le fait admettre la même année à l'Académie des inscriptions et belles-lettres. C'est lui qui a eu le mérite de faire connaître Ossian et Shakespeare au public français et d'étendre en France la connaissance de la littérature allemande, précédemment considérée comme sans importance.
Il laisse une Histoire de la poésie provençale, publiée en 1846, 3 volumes in-8°, et des travaux analogues sur les littératures italienne et espagnole, notamment des Études sur Dante, publiées en 1854.
Ces publications posthumes verront le jour grâce à la fidélité et à l'engagement de sa légataire universelle Mary Elizabeth Clarke - Mohl (en), dont il a fréquenté le salon dès les années 1820 et avec qui il a échangé une longue correspondance.

#### Correspondance
Les lettres de 1822-25 publiées partiellement à deux reprises par Jules Mohl, puis son neveu Ottmar en 1910, seront rétablies dans leur intégralité -246 lettres -  et leur chronologie par Alfred Galpin en 1962.
Elles apportent un éclairage précieux sur la lourde tâche d'édition critique des Chants populaires grecs, qui en 1823 "de guirlande de fleurs a fini par devenir chaîne de fer", elles montrent aussi le savant Claude Fauriel dans l'humanité profonde de sa vie affective. Dans sa vie quotidienne : théâtre, opéra, lectures etc.
Lettres romantiques de l'éclosion du sentiment amoureux, après le désarroi de la mort de Sophie de Condorcet en 1822, lectures des ballades de Walter Scott dans le texte, lune de miel épistolaire, quand Mary voyage : "il me semble que j'apprends à aimer depuis que je vous aime". Elles mettent rapidement en évidence différence d'âge -Mary a 29 ans, Fauriel en a 50 - et d'attentes, asymétrie sociologique de Mary Clarke et Claude Fauriel, impossibilité pour lui de répondre à un désir de mariage, à la fois parce qu'il tient à préserver sa vie de chercheur, craint d'entraver sa liberté et parce qu'il pense ne pas pouvoir répondre aux attentes matérielles de Mary, Anglaise voyageuse et bohème.
En 1824, le 25-10 : "la misérable nécessité de gagner un peu d'argent dont j'ai besoin, pas seulement la gloriole". Dès lors, le lien, s'il ne se rompt pas, se distend.
Le long voyage-séjour de Fauriel en Italie en 1824-1825, en grande partie chez Manzoni à Milan et Brusuglio - pour rédiger au calme, loin de Paris, la Préface des Chants- se situe aussi à un moment déterminant pour la carrière des deux auteurs. Avec les Chants grecs, Fauriel va s'exposer pour la première fois au grand jour sur la scène littéraire et c'est un enjeu pour lui.
Manzoni, lui, doit finaliser son roman historique Les  Fiancés. Fauriel continue à lui apporter son aide, ses conseils, participe à la genèse de l'œuvre. Le Carteggio  Correspondance, met en évidence le  laboratoire d'écriture, pratique familière pour Fauriel-mentor. Pratique chronophage que Mary Clarke supporte mal. Logée dans une pension suisse de Milan elle se plaint de voir peu Fauriel alors qu'elle a fait avec sa mère le voyage en Italie. Elle se montre jalouse de l'importance de ce travail.
À son retour fin 1825 Fauriel continuera à fréquenter son salon parisien en compagnie de son ami le savant André-Marie Ampère. Mais d'autres femmes, salonnières célèbres le recevront aussi : la marquise Constance Arconati, amie des Manzoni, de Berchet, qui appartient au cercle carbonaro et deviendra sa copiste. Elle l'invitera dans son château de Gaasbeek en Belgique et il sera un familier de la princesse Cristina Trivulzio  Belgioioso, carbonara et philhellène qui a fait le voyage de Grèce. 
Quant à Mary Clarke, elle publiera la première biographie -en anglais-  de Juliette Récamier dont elle a appris l'art en partageant son salon à l'Abbaye aux bois, rue de Sèvres.Elle épousera en 1847 l'orientaliste Jules Mohl. Mérimée sera témoin à leur mariage. Son salon, plus tard rue du Bac, qui accueillait de jeunes libéraux deviendra un salon orientaliste.
Claude Fauriel meurt, à Paris, des suites de l'opération d'un polype nasal, le 15 juillet 1844, à son domicile rue des Saints-Pères. Il est enterré au Cimetière du Père-Lachaise.
Fauriel reste l'historien romantique de la littérature médiévale. Pour lui les chansons de geste ont évolué à partir de chants populaires et de légendes. Elles sont nées de l'évolution d'une tradition versifiée et chantée, et la doctrine romantique s’était prononcée de façon générale à ce sujet par la plume de Herder : “La poésie épique se bâtit à partir des romances”. Le personnage du klephte des Chansons populaires grecques n'était qu'un jalon de l'évolution de cette poésie.
Ses nombreuses contributions linguistiques et historiques lui avaient fait acquérir une certaine réputation dans les milieu intellectuels et universitaires, et selon Sainte Beuve on disait de lui "qu'il était l'homme du dix-neuvième siècle qui a fait circuler la plupart des idées, a inauguré le plus grand nombre de branches d'étude, et a recueilli le plus grand nombre de nouveaux résultats en science historique". Il avait été paré d'une aura par les jeunes libéraux comme François Guizot, Victor Cousin, Augustin Thierry : il avait connu la période révolutionnaire, fait le stage de l'Ecole normale, fréquenté les derniers Idéologues.
Joseph-Daniel Guigniaut a lu, en 1861, à l'Académie des inscriptions une Notice historique sur la vie et les oeuvres de M.Claude  Fauriel.
"Son œuvre était pourtant beaucoup plus complexe que l'image presque caricaturale qu'on en garde" et Elena Mokonchina ajoute en 2005 qu'il a été "une des personnes les plus médiatisées de son temps".
Mais l'évolution rapide des champs de connaissance à la fin du XIXe siècle et sa discrétion, sa modestie ont fait rapidement oublier sa contribution à la vie intellectuelle et scientifique.
Bien qu'il ne soit jamais revenu dans sa ville natale, Saint-Étienne, où sa mort en 1844 est passée inaperçue, depuis la fin du XIXe siècle, un cours (1856) un lycée (1943), un centre de congrès, un collège, une école élémentaire portent son nom.
Son successeur à la chaire d'histoire de la littérature de la Sorbonne est Frédéric Ozanam, dont il avait dirigé la thèse.
La Bibliothèque de l'Institut, à Paris conserve ses manuscrits, des notes de cours, son herbier et un buste de marbre du sculpteur Montagny  à son effigie.

## Publications de Claude Fauriel
- Chants populaires de la Grèce moderne, tome I : Chants historiques, 1824 [lire en ligne] ; tome 2 : Chants historiques, romanesques et domestiques, 1825. [lire en ligne]
- Histoire de la Gaule méridionale sous la domination des conquérants germains (1836), 4 volumes.
- 'Histoire de la Croisade contre les hérétiques Albigeois de Guillem de Tudèle en 1837.Histoire de la poésie provençale (1846), 3 volumes.
- Histoire littéraire de France, tomes XX-XXII, (1844-1847).
- Dante et les origines de la langue et de la littérature italiennes (1854), 2 volumes.
- Les derniers jours du Consulat (1886). Manuscrit inédit publié par Ludovic  Lalanne en 1886 chez Calmann Lévy . En ligne sur gallica.bnf.fr
- Traductions de La Parthénéide de Baggesen en 1810,
- Le Comte de Carmagnola et Adélghis de Manzoni en 1823.

## Source partielle
- Marie-Nicolas Bouillet  et Alexis Chassang (dir.), « Claude Fauriel » dans Dictionnaire universel d’histoire et de géographie, 1878 (lire sur Wikisource)